# دایسوکه ماتسوزاکا
دایسوکه ماتسوزاکا (انگلیسی: Daisuke Matsuzaka؛ زادهٔ ۱۳ سپتامبر ۱۹۸۰) بازیکن بیس‌بال اهل ژاپن است.
از باشگاه‌هایی که در آن بازی کرده‌است می‌توان به بوستون رد ساکس اشاره کرد.
وی در مسابقات کشوری و بین‌المللی در مجموع برندهٔ ۳ مدال طلا، ۱ مدال نقره، ۱ مدال برنز شده‌است.